# Aleksiej Leontjew (piłkarz)
Aleksiej Iwanowicz Leontjew (ros. Алексей Иванович Леонтьев (Шерейко), ukr. Олексій Іванович Леонтьєв (Шерейко), Ołeksij Iwanowycz Łeontjew (Szerejko) (ur. 18 marca 1918 w Jekaterynosławiu, Ukraińska SRR, zm. 9 stycznia 1998 w Moskwie, Rosja) – rosyjski piłkarz pochodzenia ukraińskiego, grający na pozycji bramkarza.

## Kariera piłkarska

### Kariera klubowa
Wychowanek klubu Promkooperacija Dniepropetrowsk. W 1936 rozpoczął karierę piłkarską w Spartaku Dniepropetrowsk (wtedy posiadał jeszcze nazwisko Szerejko). W 1939 bronił barw Stali Dniepropetrowsk. W styczniu 1940 wyjechał do Moskwy, gdzie już jako Leontjew został piłkarzem Spartaka Moskwa. W został oddelegowany do Krylji Sowietow Moskwa, po czym powrócił do Spartaka, gdzie został w podstawowym bramkarzem klubu. W 1949 zakończył karierę piłkarza.
W 1942 pracował jako wiceprzewodniczący Rady Branżowej „Spartak” w BiełSzwiejSojuzie. W latach 1957—1995 współpracownik wydziału futbolu gazety „Sowietskij Sport”. Od 1959 do 1991 był członkiem Zarządu Federacji Futbolu Rosyjskiej FSRR i komisji sportowo-technicznej Federacji Futbolu ZSRR.
9 stycznia 1998 zmarł w Moskwie w wieku 79 lat. Pochowany na Cmentarzu Domodiedowskim w Moskwie.

## Sukcesy i odznaczenia

### Sukcesy klubowe
Spartak Moskwa
- brązowy medalista Mistrzostw ZSRR: 1948, 1949
- zdobywca Pucharu ZSRR: 1946, 1947

### Sukcesy indywidualne
- wybrany do listy 33 najlepszych piłkarzy ZSRR: Nr 1 (1944), Nr 2 (1942), Nr 3 (1943, 1946)

### Odznaczenia
- tytuł Mistrza Sportu ZSRR